# داريا أتامانوف
داريا أتامانوف (بالعبرية: דריה אטמנוב ؛ من مواليد 6 ديسمبر 2005) هي لاعبة جمباز إيقاعي إسرائيلية، حصلت على الميدالية الذهبية الأوروبية الشاملة عام 2022، حاصلة على الميدالية الفضية في أحداث طوق، كلوبس ،الشريط ، والميدالية البرونزية للفريق. خلال مسيرتها المهنية كانت بطلة أوروبا للناشئين لعام 2020 مع الأندية ، والميدالية الفضية بالحبل ، والميدالية البرونزية مع الشريط ؛ حصلت أيضًا على أعلى نتيجة شامل للناشئين. هي البطلة الإسرائيلية الوطنية الشاملة لعام 2022 وبطلة إسرائيلية وطنية شاملة للناشئن مرتين (2019 ، 2020).